# Pterygium
Pterygium (aus dem altgriechischen πτέρυξ / pteryx = Flügel) oder Flügelfell bezeichnet in der Medizin eine erworbene oder angeborene Besonderheit, die sich durch die Bildung von flughautähnlichen Haut- oder Schleimhautfalten an diversen Körperstellen kennzeichnet.
Besonders häufig finden sich die Hautfalten seitlich am Hals zwischen dem Processus mastoideus (Warzenfortsatz) und dem höchsten Teil des Schulterblattes (Acromion). Dies wird Pterygium colli genannt. Es ist oft bei Menschen festzustellen, die das Ullrich-Turner-Syndrom aufweisen, auch beim Kaudalen Regressionssyndrom Typ IV.
Zahlreiche Pterygien treten beim Multiples Pterygium-Syndrom auf.